# Тихуана
Тихуана (шп. Tijuana) је град у Мексику у савезној држави Доња Калифорнија. Према попису из 2020. у граду је живело 1.810.645 становника. Налази се на крајњем северозападу Мексика, уз обалу Тихог океана и границе са САД. Са америчким градом Сан Дијегом на северу чини непрекинуто градско подручје у коме живи 4,9 милиона становника. Тихуана је најзападнији град Латинске Америке.
Тихуана је основана 1889. Мото града је „Овде почиње домовина“ (Aquí empieza la patria). Данас је то један од градова Мексика са најбржим растом становништва.

## Географија
Град се налази на крајњем северозападу државе на полуострву Доња Калифорнија на граници са САД. Административно припада савезној држави Доња Калифорнија чији је највећи. али не и главни град.

## Становништво
Према подацима са пописа становништва из 2010. године, град је имао 1.559.683 становника.
| 1990.   | 1995.   | 2000.     | 2005.     | 2010.     |
| ------- | ------- | --------- | --------- | --------- |
| 698.752 | 966.097 | 1.148.681 | 1.286.187 | 1.559.683 |

## Партнерски градови
- Сан Дијего
- Сарагоса
- Ларедо
- Слубице
- Франкфурт на Одри
- Сијудад Хуарез
- Канкун